# Drosophila gundensis
Drosophila gundensis är en tvåvingeart som beskrevs av Prakash och C. Adinarayana Reddy 1977. Drosophila gundensis ingår i släktet Drosophila och familjen daggflugor.
Artens utbredningsområde är Indien.